# 코파 델 레이 2015-16
코파 델 레이 2015-16(스페인어: Copa del Rey de Fútbol 2015-16)은 코파 델 레이의 112번째 시즌이다. 이 시즌은 2015년 9월 2일에 시작되어 2016년 6월 22일에 마드리드의 비센테 칼데론에서 열린 결승전으로 막을 내렸다. 이 대회를 우승한 구단은 유로파리그 조별 리그 진출권을 확보할 수 있었다. 그러나 이 대회 결승전에 오른 바르셀로나와 세비야 모두 각각 라 리가와 유로파리그를 우승하면서 챔피언스리그 진출권을 확보함에 따라 컵대회 우승 자격 진출권은 리그 5위를 차지한 아틀레틱 빌바오가 가져갔다.
전 시즌 우승을 거둔 바르셀로나는 결승전에 올라 세비야를 2-0으로 이기고 2년 연속 우승이자 통산 28번째 우승을 거두었다.

## 일정과 형식
| 단계     | 추첨 날짜        | 경기 날짜        | 편성 쌍 수 | 구단 수 | 상세 정보 |
| -------- | ---------------- | ---------------- | ---------- | ------- | --- |
| 1라운드  | 2015년 7월 21일  | 2015년 9월 2일   | 18         | 83 → 65 | 합류: 3부 및 2부 B 리그 구단 합류 부전승: 세군다 디비시온 B 소속 6개 구단(바라칼도, UCAM 무르시아, 비야노벤세, 라싱 페롤, 로그로녜스, 그리고 우라칸 발렌시아)은 부전승으로 다음 라운드에 진출. 상대 시드: 구단들은 지역 조건에 따라 맞대결 성사. 지역 시드: 추첨에 따라 결정. 토너먼트전 형식: 단판 승부 코파 페데라시온 진출: 경기 패자는 코파 페데라시온 전국 라운드 참가. |
| 2라운드  | 2015년 7월 21일  | 2015년 9월 9일   | 22         | 65 → 43 | 합류: 2부 리그 구단 합류. 부전승: 2부 리그 구단 하나(사라고사)가 부전승으로 다음 라운드에 진출. 상대 시드: 2부 리그 구단들은 상호 맞대결. 지역 시드: 추첨에 따라 결정. 토너먼트전 형식: 단판 승부 |
| 3라운드  | 2015년 9월 18일  | 2015년 10월 14일 | 11         | 43 → 32 | 부전승: 이전에 부전승으로 진출한 적 없는 2부 B, 3부, 혹은 2부 리그 구단들 중 하나(우에스카)가 부전승으로 진출. 상대 시드: 2부 리그 구단들은 상호 맞대결. 지역 시드: 추첨에 따라 결정. 토너먼트전 형식: 단판 승부 |
| 32강전   | 2015년 10월 16일 | 2015년 12월 2일  | 16         | 32 → 16 | 합류: 1부 리그 구단 합류. 상대 시드: 유럽대항전에 참가하는 7개 구단은 남은 2부 B 및 3부 리그 구단 상대. 2부 리그 5개 구단은 1부 리그 구단 상대. 남은 8개 1부 리그 구단은 상호 맞대결. 지역 시드: 하위 리그 구단은 1차전을 안방에서 치름. 토너먼트전 형식: 1·2차전 |
| 32강전   | 2015년 10월 16일 | 2015년 12월 16일 | 16         | 32 → 16 | 합류: 1부 리그 구단 합류. 상대 시드: 유럽대항전에 참가하는 7개 구단은 남은 2부 B 및 3부 리그 구단 상대. 2부 리그 5개 구단은 1부 리그 구단 상대. 남은 8개 1부 리그 구단은 상호 맞대결. 지역 시드: 하위 리그 구단은 1차전을 안방에서 치름. 토너먼트전 형식: 1·2차전 |
| 16강전   | 2015년 12월 18일 | 2016년 1월 6일   | 8          | 16 → 8  | 상대 시드: 하위 리그 구단은 1차전을 안방에서 치름. 지역 시드: 하위 리그 구단은 1차전을 안방에서 치름. 토너먼트전 형식: 1·2차전 |
| 16강전   | 2015년 12월 18일 | 2016년 1월 13일  | 8          | 16 → 8  | 상대 시드: 하위 리그 구단은 1차전을 안방에서 치름. 지역 시드: 하위 리그 구단은 1차전을 안방에서 치름. 토너먼트전 형식: 1·2차전 |
| 8강전    | 2016년 1월 15일  | 2016년 1월 20일  | 4          | 8 → 4   | 상대 시드: 추첨에 따라 결정. 지역 시드: 추첨에 따라 결정. 토너먼트전 형식: 1·2차전 |
| 8강전    | 2016년 1월 15일  | 2016년 1월 27일  | 4          | 8 → 4   | 상대 시드: 추첨에 따라 결정. 지역 시드: 추첨에 따라 결정. 토너먼트전 형식: 1·2차전 |
| 준결승전 | 2016년 1월 29일  | 2016년 2월 3일   | 2          | 4 → 2   | 상대 시드: 추첨에 따라 결정. 지역 시드: 추첨에 따라 결정. 토너먼트전 형식: 1·2차전 |
| 준결승전 | 2016년 1월 29일  | 2016년 2월 10일  | 2          | 4 → 2   | 상대 시드: 추첨에 따라 결정. 지역 시드: 추첨에 따라 결정. 토너먼트전 형식: 1·2차전 |
| 결승전   | 2016년 1월 29일  | 2016년 5월 22일  | 1          | 2 → 1   | 스페인 왕립 축구 연맹이 선정한 중립 구장에서 단판 승부. 유로파리그 진출권: 우승 구단은 유로파리그 조별 리그 진출권 확보. |

참고
- 1·2차전 형식에서는 원정 다득점 원칙 적용, 단판 승부 경기에서는 미적용
- 동률로 끝난 경기는 연장전에 돌입. 이후에도 동률인 경우 승부차기로 다음 단계 진출 구단 결정
- 우승 구단은 유로파리그 진출권 확보:[4] 이 대회를 우승한 바르셀로나가 이미 챔피언스리그 진출권을 확보함에 따라 라 리가 5위와 6위를 차지한 구단들("UEFA 라이선스"가 없는 구단들과 참가 금지 징계 구단들 제외)인 아틀레틱 빌바오와 셀타 비고가 각각 유로파리그 조별 리그와 플레이오프전 진출권을 획득했다.

## 참가 구단
다음 구단들이 2015-16 시즌 코파 델 레이에 참가했다.
라리가 2014-15의 20개 구단:
- 알메리아
- 아틀레틱 빌바오
- 아틀레티코 마드리드
- 바르셀로나
- 셀타 비고
- 코르도바
- 데포르티보
- 에이바르
- 엘체
- 에스파뇰
- 헤타페
- 그라나다
- 레반테
- 말라가
- 라요 바예카노
- 레알 마드리드
- 레알 소시에다드
- 세비야
- 발렌시아
- 비야레알

세군다 디비시온 2014-15의 21개 구단 (2군인 바르셀로나 B 제외):
- 알라베스
- 알바세테
- 알코르콘
- 지로나
- 라스 팔마스
- 레가네스
- 랴고스테라
- 루고
- 마요르카
- 미란데스
- 누만시아
- 오사수나
- 폰페라디나
- 라싱 산탄데르
- 베티스
- 레크레아티보
- 사바델
- 스포르팅 히혼
- 테네리페
- 바야돌리드
- 사라고사

세군다 디비시온 B 2014-15의 24개 구단: 대회에 참가하는 구단들은 각 4개 조의 상위 5개 구단(2군 제외)들이며, 또다른 4개 구단은 나머지 2군이 아닌 구단들 중 승점이 가장 높은 구단들이다.
- 알코야노
- 바라칼도
- 카디스
- 콤포스텔라
- 쿨투랄 레오네사
- 짐나스틱
- 구이후엘로
- 과달라하라
- 에르쿨레스
- 우에스카
- 우라칸 발렌시아
- 리넨세
- 례이다 에스포르티우
- 로그로녜스
- 멜리야
- 무르시아
- 오비에도
- 라싱 페롤
- 레알 우니온
- 레우스
- 소쿠에야모스
- 투델라노
- UCAM 무르시아
- 비야노벤세

테르세라 디비시온 2014-15의 18개 구단: 본선에 진출한 구단들은 각 18개 조에서 우승을 거둔 구단들(혹은 각 조에서 2군을 제외하고 가장 많은 승점을 적립한 구단들)이다.
- 알헤시라스
- 아란디나
- 아스코
- 카스테욘
- 콘달
- 에브로
- 포르멘테라
- 후미야
- 라레도
- 리나레스
- 멘사헤로
- 메리다
- 페냐 스포르트
- 폰테베드라
- 포르투갈레테
- 라요 마하다온다
- 탈라베라 데 라 레이나
- 바레아

## 1라운드
1라운드와 2라운드 추첨식은 2015년 7월 21일 13:00(CEST)에 마드리드 라스 로사스의 축구 도시 RFEF 본부에서 진행되었다. 1라운드에는 세군다 디비시온 B의 37개 구단들과 테르세라 디비시온의 구단들이 참가했다. 추첨함에서 먼저 나온 세군다 디비시온 B의 6개 구단들이 부전승으로 다음 라운드에 진출했고, 나머지 세군다 디비시온 B 구단들과 테르세라 디비시온의 구단들이 지역 조건에 따라 다음과 같이 조가 나뉘었다:
| 1포트 1조 | 2포트 2조 | 3포트 3조 | 4포트 4조 |
| --- | --- | --- | --- |
| 세군다 디비시온 B: 아란디나 쿨투랄 레오네사 콤포스텔라 구이후엘로 페냐 스포르트 폰테베드라 라싱 페롤 라싱 산탄데르 투델라노 로그로녜스 테르세라 디비시온: 콘달 라레도 바레아 | 세군다 디비시온 B: 바라칼도 에브로 과달라하라 멘사헤로 포르투갈레테 라요 마하다온다 레알 우니온 소쿠에야모스 탈라베라 데 라 레이나 | 세군다 디비시온 B: 알코야노 에르쿨레스 우라칸 발렌시아 례이다 레우스 사바델 테르세라 디비시온: 아스코 카스테욘 포르멘테라 | 세군다 디비시온 B: 알헤시라스 카디스 후미야 리나레스 리넨세 멜리야 메리다 무르시아 레크레아티보 UCAM 무르시아 비야노벤세 |

- 바라칼도, UCAM 무르시아, 비야노벤세, 라싱 페롤, 로그로녜스, 그리고 우라칸 발렌시아는 부전승으로 다음 라운드에 진출했다.

### 경기
| 2015년 8월 27일         | 메리다 | 0–3 | 페냐 스포르트                    | 메리다                             |  |  |
| 21:00 (CEST, UTC+02:00) |        |     | 에체베리아 26′, 73′ · 만혼 90+2′ | 경기장: 로마노 심판: 후안 부스토스 |  |  |
|                         |        |     |                                  |                                    |  |  |

| 2015년 9월 2일          | 투델라노                                          | 3–2 | 콤포스텔라         | 투델라                                               |  |  |
| 17:30 (CEST, UTC+02:00) | 아르카이츠 32′ (페널티), 56′ · 아스필리쿠에타 67′ |     | S. 산체스 23′, 90′ | 경기장: 투델라 시립 경기장 심판: 알바레스 페르난데스 |  |  |
|                         |                                                   |     |                    |                                                      |  |  |

| 2015년 9월 2일          | 멘사헤로              | 2–0 | 라요 마하다온다 | 산타 크루스 데 라 팔마                        |  |  |
| 18:00 (CEST, UTC+02:00) | 예라이 52′ · 살바 86′ |     |                 | 경기장: 실베스트레 카리요 심판: 바론 아세이톤 |  |  |
|                         |                       |     |                 |                                               |  |  |

| 2015년 9월 2일          | 콘달                           | 1–4 (연장전) | 아란디나                                                           | 노레냐                                                             |  |  |
| 18:30 (CEST, UTC+02:00) | 아이토르 에르바스 18′ (페널티) |              | 프랑크 83′ · 아데바 109′ · 루바 113′ · M. 로드리게스 118′ (페널티) | 경기장: 알레한드로 오르테아 심판: 하비에르 이글레시아스 비야누에바 |  |  |
|                         |                                |              |                                                                    |                                                                    |  |  |

| 2015년 9월 2일                                 | 에브로                 | 2–2 (연) (4–3 승부차기)                          | 레알 우니온               | 사라고사                                    |  |  |
| 18:30 (CEST, UTC+02:00)                        | 카랄레로 2′ · 케빈 77′ |                                                  | 무히카 41′ · 도밍게스 74′ | 경기장: 라 알모사라 심판: 페르난데스 페레스 |  |  |
|                                                |                        | 승부차기                                         |                           |                                             |  |  |
| 케빈 · 티에르노 · 카랄레로 · 세르히오 · 라피타 |                        | 도밍게스 · 갈란 · 아이마르 · 알론소 · 에스나올라 |                           |                                             |  |  |
|                                                |                        |                                                  |                           |                                             |  |  |

| 2015년 9월 2일          | 바레아                  | 2–3 | 쿨투랄 레오네사                                   | 로그로뇨                              |  |  |
| 19:00 (CEST, UTC+02:00) | 토레스 29′ · 피니야 49′ |     | 테헤도르 39′ · 바발롤라 51′ · 아케체 71′ (페널티) | 경기장: 시립 경기장 심판: 로페스 파라 |  |  |
|                         |                         |     |                                                   |                                       |  |  |

| 2015년 9월 2일          | 라레도                                  | 2–0 | 라싱 산탄데르 | 라레도                                  |  |  |
| 20:00 (CEST, UTC+02:00) | 세사르 13′ (자책골) · 카말 41′ (자책골) |     |               | 경기장: 산 로렌소 심판: 라모스 도밍게스 |  |  |
|                         |                                         |     |               |                                         |  |  |

| 2015년 9월 2일          | 과달라하라 | 0–2 | 탈라베라 데 라 레이나       | 과달라하라                                        |  |  |
| 20:00 (CEST, UTC+02:00) |            |     | 페랄레스 56′ · 발디비아 90′ | 경기장: 페드로 에스카르틴 심판: 히메네스 곤살레스 |  |  |
|                         |            |     |                             |                                                   |  |  |

| 2015년 9월 2일                        | 사바델            | 1–1 (연장전) (2–4 승부차기)           | 카스테욘 | 사바델                                                            |  |  |
| 20:00 (CEST, UTC+02:00)               | M. 페르난데스 10′ |                                       | 롤로 66′ | 경기장: 노바 크레우 알타 관중 수: 1,772 심판: 크리스티안 리산드루 |  |  |
|                                       |                   | 승부차기                              |          |                                                                   |  |  |
| 아구스틴 · 피룰로 · 푸르가스 · 메디나 |                   | 수아레스 · 롤로 · 카스텔스 · 메세게르 |          |                                                                   |  |  |
|                                       |                   |                                       |          |                                                                   |  |  |

| 2015년 9월 2일          | 구이후엘로 | 1–0 | 폰테베드라 | 구이후엘로                                  |  |  |
| 20:30 (CEST, UTC+02:00) | 미야 58′   |     |            | 경기장: 시립 경기장 심판: 비요리아 리나세로 |  |  |
|                         |            |     |            |                                             |  |  |

| 2015년 9월 2일          | 알코야노 | 1–2 | 포르멘테라              | 알코이                                    |  |  |
| 20:30 (CEST, UTC+02:00) | 몽힐 32′ |     | 마르티 70′ · 로메로 72′ | 경기장: 엘 코야오 심판: 산체스 비얄로보스 |  |  |
|                         |          |     |                         |                                           |  |  |

| 2015년 9월 2일          | 레우스                         | 2–0 | 아스코 | 레우스                                |  |  |
| 20:30 (CEST, UTC+02:00) | Á. 마르티네스 57′ · 자우메 87′ |     |        | 경기장: 시립 신구장 심판: 락스 프랑코 |  |  |
|                         |                                |     |        |                                       |  |  |

| 2015년 9월 2일          | 소쿠에야모스                    | 2–1 | 포르투갈레테 | 소쿠에야모스                              |  |  |
| 21:00 (CEST, UTC+02:00) | J. 고메스 24′ · C. 가르시아 72′ |     | 갈란 34′     | 경기장: 파키토 히메네스 심판: 페냐 바렐라 |  |  |
|                         |                                 |     |              |                                           |  |  |

| 2015년 9월 2일          | 례이다 에스포르티우                           | 3–1 | 에르쿨레스 | 례이다                                          |  |  |
| 21:00 (CEST, UTC+02:00) | 콜리나스 16′ · M. 마르티네스 26′ · 루비오 80′ |     | 루앤 77′   | 경기장: 캄 데스포르츠 심판: 갈레크 아스페테히아 |  |  |
|                         |                                               |     |            |                                                 |  |  |

| 2015년 9월 2일          | 리넨세         | 1–0 | 레크레아티보 | 라 리네아 데 라 콘셉시온                        |  |  |
| 21:00 (CEST, UTC+02:00) | 에스피나르 85′ |     |              | 경기장: 시립 경기장 심판: 페르난데스 페르난데스 |  |  |
|                         |                |     |              |                                                 |  |  |

| 2015년 9월 2일          | 무르시아 | 0–1 | 카디스   | 무르시아                                  |  |  |
| 21:00 (CEST, UTC+02:00) |          |     | 우고 34′ | 경기장: 누에바 콘도미나 심판: 힐 코스코야 |  |  |
|                         |          |     |          |                                           |  |  |

| 2015년 9월 2일          | 리나레스      | 2–1 | 후미야       | 리나레스                                   |  |  |
| 21:00 (CEST, UTC+02:00) | 파얀 25′, 75′ |     | 에타마네 32′ | 경기장: 리나레호스 심판: 무뇨스 마요르도모 |  |  |
|                         |               |     |              |                                            |  |  |

| 2015년 9월 2일          | 멜리야 | 0–1 | 알헤시라스 | 멜리야                                                    |  |  |
| 21:30 (CEST, UTC+02:00) |        |     | 메디나 81′ | 경기장: 알바레스 클라로 심판: 디아스 데 메라 에스쿠데로스 |  |  |
|                         |        |     |            |                                                           |  |  |

## 2라운드
2라운드에는 세군다 디비시온 소속 구단들이 합류해 상호 맞대결을 벌였고, 세군다 디비시온 B와 테르세라 디비시온 소속 구단들은 세군다 디비시온 소속 구단들과 따로 경기를 벌였다. 사라고사는 부전승으로 3라운드에 진출했다.

### 경기
| 2015년 9월 9일          | 멘사헤로 | 0–1 (연장전) | 카디스          | 산타 크루스 데 라 팔마                                           |  |  |
| 17:00 (CEST, UTC+02:00) |          |              | 세르반도 105+1′ | 경기장: 실베스트레 카리요 관중 수: 1,000 심판: 실베스트레 카리요 |  |  |
|                         |          |              |                 |                                                                  |  |  |

| 2015년 9월 9일          | 에브로          | 1–0 (연) | 투델라노 | 사라고사                                               |  |  |
| 18:00 (CEST, UTC+02:00) | 가르시아 120+2′ |          |          | 경기장: 라 알모사라 관중 수: 1,300 심판: 레보요 로페스 |  |  |
|                         |                 |          |          |                                                        |  |  |

| 2015년 9월 9일          | 우라칸 발렌시아             | 2–0 | 소쿠에야모스 | 토렌트                                                 |  |  |
| 19:30 (CEST, UTC+02:00) | 가르시아 47′ · 아리다이 81′ |     |              | 경기장: 산 그레고리오 관중 수: 1,500 심판: 리폴 솔라노 |  |  |
|                         |                             |     |              |                                                        |  |  |

| 2015년 9월 9일          | 라레도                                          | 3–1 | 쿨투랄 레오네사 | 라레도                                                   |  |  |
| 20:00 (CEST, UTC+02:00) | 벨레스 33′ · 부부 88′ (페널티) · 오르티스 90+1′ |     | 마타도르 39′    | 경기장: 산 로렌소 관중 수: 1,300 심판: 페르난데스 페레스 |  |  |
|                         |                                                 |     |                 |                                                          |  |  |

| 2015년 9월 9일                                         | 알메리아                       | 3–3 (연) (4–3 승부차기)                    | 엘체                                         | 알메리아                                                          |  |  |
| 20:00 (CEST, UTC+02:00)                                | 소리아노 24′ · 에레라 69′, 93′ |                                            | 노노 67′ · 레온 75′ (페널티) · 리베르토 111′ | 경기장: 지중해 게임 경기장 관중 수: 5,895 심판: 트루히요 수아레스 |  |  |
|                                                        |                                | 승부차기                                   |                                              |                                                                   |  |  |
| I. 산체스 · 모르시요 · 푸에르타스 · 에레라 · 호세 앙헬 |                                | 일리에 · 레온 · 노노 · 에스피노사 · 알바로 |                                              |                                                                   |  |  |
|                                                        |                                |                                            |                                              |                                                                   |  |  |

| 2015년 9월 9일          | 바라칼도                     | 3–1 | 포르멘테라       | 바라칼도                                        |  |  |
| 20:15 (CEST, UTC+02:00) | 킨타니야 1′ · 알라인 8′, 51′ |     | 페페 8′ (페널티) | 경기장: 라세사레 관중 수: 1,100 심판: 레오 오요 |  |  |
|                         |                              |     |                  |                                                 |  |  |

| 2015년 9월 9일          | UCAM 무르시아               | 2–1 | 알헤시라스 | 무르시아                                                     |  |  |
| 20:30 (CEST, UTC+02:00) | 이히니오 25′ · 파야레스 67′ |     | 산티 30′   | 경기장: 라 콘도미나 관중 수: 1,500 심판: 카르보넬 에르난데스 |  |  |
|                         |                             |     |            |                                                              |  |  |

| 2015년 9월 9일          | 례이다 에스포르티우                       | 2–0 | 구이후엘로 | 례이다                                                     |  |  |
| 20:30 (CEST, UTC+02:00) | M. 마르티네스 50′ (페널티) · 콜리나스 87′ |     |            | 경기장: 캄 데스포르츠 관중 수: 650 심판: 에르난데스 로렌소 |  |  |
|                         |                                           |     |            |                                                            |  |  |

| 2015년 9월 9일          | 아란디나                  | 2–4 | 레우스                                          | 아란다 데 두에로                                     |  |  |
| 20:30 (CEST, UTC+02:00) | 프랑크 14′ · 아데바 90+2′ |     | 바스 25′ · 폴크 51′ · 아로 65′ · 페르난도 90+3′ | 경기장: 엘 몬테시요 관중 수: 1,000 심판: 로페스 토카 |  |  |
|                         |                           |     |                                                 |                                                      |  |  |

| 2015년 9월 9일                             | 짐나스틱        | 2–2 (연) (5–4 승부차기)                     | 지로나                      | 타라고나                                                 |  |  |
| 20:30 (CEST, UTC+02:00)                    | 팔랑카 44′, 89′ |                                             | 하이로 71′ · 마르셀루 90+3′ | 경기장: 노우 에스타디 관중 수: 2,748 심판: 오콘 아라이스 |  |  |
|                                            |                 | 승부차기                                    |                             |                                                          |  |  |
| 마르코스 · 에마나 · 테헤라 · 로차 · 팔랑카 |                 | 하이로 · Álamo · 마르셀루 · Clerc · Sanchón |                             |                                                          |  |  |
|                                            |                 |                                             |                             |                                                          |  |  |

| 2015년 9월 9일          | 레가네스                      | 2–0 | 테네리페 | 레가네스                                                |  |  |
| 20:30 (CEST, UTC+02:00) | 라모스 73′ · 시마노프스키 90′ |     |          | 경기장: 부타르케 관중 수: 3,334 심판: 루이페레스 마르틴 |  |  |
|                         |                               |     |          |                                                         |  |  |

| 2015년 9월 9일          | 코르도바 | 0–1 | 루고       | 코르도바                                                    |  |  |
| 20:30 (CEST, UTC+02:00) |          |     | 호셀루 47′ | 경기장: 누에보 아르캉헬 관중 수: 11,853 심판: 피사로 고메스 |  |  |
|                         |          |     |            |                                                             |  |  |

| 2015년 9월 9일          | 미란데스     | 1–2† | 오사수나                | 미란다 데 에브로                                  |  |  |
| 20:30 (CEST, UTC+02:00) | 살리나스 52′ |      | 올라비데 16′ · 메사 26′ | 경기장: 안두바 관중 수: 3,369 심판: 에이리스 마타 |  |  |
|                         |              |      |                         |                                                   |  |  |

| 2015년 9월 9일          | 랴고스테라               | 2–1 (연장전) | 알바세테   | 팔라모스                                                        |  |  |
| 20:30 (CEST, UTC+02:00) | 모스키투 23′ · 벤하 104′ |              | 디아스 64′ | 경기장: 팔라모스 코스타 브라바 관중 수: 812 심판: 아이스 레이그 |  |  |
|                         |                          |              |            |                                                                 |  |  |

| 2015년 9월 9일          | 알코르콘 | 0–1 | 폰페라디나 | 알코르콘                                                     |  |  |
| 20:30 (CEST, UTC+02:00) |          |     | 카사도 24′ | 경기장: 산토 도밍고 관중 수: 1,886 심판: 곤살레스 푸에르테스 |  |  |
|                         |          |     |            |                                                              |  |  |

| 2015년 9월 9일          | 누만시아 | 0–1 | 알라베스     | 소리아                                                       |  |  |
| 20:30 (CEST, UTC+02:00) |          |     | 바레이로 84′ | 경기장: 로스 파하리토스 관중 수: 2,428 심판: 알베롤라 로하스 |  |  |
|                         |          |     |              |                                                              |  |  |

| 2015년 9월 9일          | 탈라베라 데 라 레이나 | 0–2 | 리넨세                    | 탈라베라 데 라 레이나                              |  |  |
| 20:45 (CEST, UTC+02:00) |                       |     | 사모라노 36′ · 마우리 68′ | 경기장: 엘 프라도 관중 수: 2,050 심판: 비센테 모랄 |  |  |
|                         |                       |     |                           |                                                    |  |  |

| 2015년 9월 9일          | 로그로녜스          | 2–1 | 리나레스 | 로그로뇨                                                     |  |  |
| 20:45 (CEST, UTC+02:00) | 무네타 19′ · 바 68′ |     | 페론 77′ | 경기장: 라스 가우나스 관중 수: 2,058 심판: 레솔라 에체베리아 |  |  |
|                         |                     |     |          |                                                              |  |  |

| 2015년 9월 9일          | 라싱 페롤  | 1–0 | 카스테욘 | 페롤                                                     |  |  |
| 20:45 (CEST, UTC+02:00) | 호셀루 72′ |     |          | 경기장: 아 말라타 관중 수: 500 심판: 카르바할레스 고메스 |  |  |
|                         |            |     |          |                                                          |  |  |

| 2015년 9월 9일          | 비야노벤세         | 3–2 | 페냐 스포르트                | 비야누에바 데 라 세레나                                    |  |  |
| 21:00 (CEST, UTC+02:00) | 카시 16′, 48′, 69′ |     | 만혼 62′ · J. 로드리게스 87′ | 경기장: 로메로 쿠에르다 관중 수: 1,200 심판: 카우셀로 사세 |  |  |
|                         |                    |     |                              |                                                            |  |  |

| 2015년 9월 9일          | 오비에도                           | 2–1 | 바야돌리드 | 오비에도                                                         |  |  |
| 22:00 (CEST, UTC+02:00) | 토체 52′ (페널티) · 에르비아스 55′ |     | 알파로 72′ | 경기장: 카를로스 타르티에레 관중 수: 3,000 심판: 사게스 오스코스 |  |  |
|                         |                                    |     |            |                                                                  |  |  |

| 2015년 9월 10일         | 마요르카 | 0–2 | 우에스카                | 팔마 데 마요르카                                                   |  |  |
| 20:00 (CEST, UTC+02:00) |          |     | 티로네 54′ · 메리다 74′ | 경기장: 이베로스타르 에스타디 관중 수: 3,715 심판: 메디에 히메네스 |  |  |
|                         |          |     |                         |                                                                    |  |  |

† 오사수나는 무자격 선수를 출전시켜 실격되었다.

## 3라운드
- 우에스카는 부전승으로 32강전에 진출했다.

### 경기
| 2015년 10월 14일        | 바라칼도   | 1–0 | 우라칸 발렌시아 | 바라칼도                                                |  |  |
| 20:30 (CEST, UTC+02:00) | 아로요 17′ |     |                 | 경기장: 라세사레 관중 수: 6,000 심판: 알바레스 보르보야 |  |  |
|                         |            |     |                 |                                                         |  |  |

| 2015년 10월 14일        | 레우스                   | 2–1 (연) | 례이다 에스포르티우 | 레우스                                                   |  |  |
| 20:30 (CEST, UTC+02:00) | 비투르 7′ · 에드가르 97′ |          | 에키 23′            | 경기장: 시립 신구장 관중 수: 1,000 심판: 보스크 도메네크 |  |  |
|                         |                          |          |                     |                                                          |  |  |

| 2015년 10월 14일        | 카디스   | 1–0 | 라레도 | 카디스                                                      |  |  |
| 20:30 (CEST, UTC+02:00) | 살비 90′ |     |        | 경기장: 라몬 데 카란사 관중 수: 9,979 심판: 에스쿠데로 마린 |  |  |
|                         |          |     |        |                                                             |  |  |

| 2015년 10월 14일        | 레가네스                                          | 3–1 | 알라베스       | 레가네스                                            |  |  |
| 20:30 (CEST, UTC+02:00) | 가브리에우 6′ · 루이스 데 갈라레타 13′ · 페냐 63′ |     | 라과르디아 65′ | 경기장: 부타르케 관중 수: 3,613 심판: 페레스 파야스 |  |  |
|                         |                                                   |     |                |                                                     |  |  |

| 2015년 10월 14일        | 알메리아                | 2–1 | 짐나스틱      | 알메리아                                                      |  |  |
| 20:30 (CEST, UTC+02:00) | 소리아노 14′ · 키케 75′ |     | A. 로페스 90′ | 경기장: 지중해 게임 경기장 관중 수: 4,328 심판: 발데스 아예르 |  |  |
|                         |                         |     |               |                                                               |  |  |

| 2015년 10월 14일        | 오비에도                | 2–3 (연) | 미란데스             | 오비에도                                                           |  |  |
| 20:30 (CEST, UTC+02:00) | 코네 72′ · 베르데스 88′ |          | 아브돈 4′, 69′, 104′ | 경기장: 카를로스 타르티에레 관중 수: 6,000 심판: 피게로아 바스케스 |  |  |
|                         |                         |          |                      |                                                                    |  |  |

| 2015년 10월 14일                              | 로그로녜스                   | 2–2 (연) (5–4 승부차기)                       | UCAM 무르시아             | 로그로뇨                                               |  |  |
| 20:45 (CEST, UTC+02:00)                       | C. 페르난데스 45′ · 티티 62′ |                                               | 파야레스 66′ · 곤고라 84′ | 경기장: 라스 가우나스 관중 수: 2,534 심판: 비야 산체스 |  |  |
|                                               |                              | 승부차기                                      |                           |                                                        |  |  |
| Á. 곤살레스 · 리코 · 알레그레 · 레온 · 산토스 |                              | 곤고라 · 루비오 · 레몬 · D. 페레스 · 아길라르 |                           |                                                        |  |  |
|                                               |                              |                                               |                           |                                                        |  |  |

| 2015년 10월 14일        | 리넨세                   | 2–0 | 에브로 | 라 리네아 데 라 콘셉시온                                 |  |  |
| 21:00 (CEST, UTC+02:00) | 마우리 2′ · 사모라노 43′ |     |        | 경기장: 시립 경기장 관중 수: 4,000 심판: 코네헤로 산체스 |  |  |
|                         |                          |     |        |                                                          |  |  |

| 2015년 10월 14일        | 비야노벤세                 | 2–1 | 라싱 페롤 | 비야누에바 데 라 세레나                                      |  |  |
| 21:00 (CEST, UTC+02:00) | 엘리아스 26′, 90′ (페널티) |     | 나노 15′  | 경기장: 로메로 쿠에르다 관중 수: 2,700 심판: 차베트 가르시아 |  |  |
|                         |                            |     |           |                                                              |  |  |

| 2015년 10월 15일        | 폰페라디나 | 1–0 (연) | 루고 | 폰페라다                                               |  |  |
| 20:30 (CEST, UTC+02:00) | 유리 105′  |          |      | 경기장: 엘 토랄린 관중 수: 4,390 심판: 아레세스 프랑코 |  |  |
|                         |            |          |      |                                                        |  |  |

| 2015년 10월 15일        | 사라고사 | 1–2 | 랴고스테라                           | 사라고사                                                   |  |  |
| 20:30 (CEST, UTC+02:00) | 앙헬 43′ |     | 벤하 13′ · 올라오르투아 90′ (자책골) | 경기장: 라 로마레다 관중 수: 9,714 심판: 피녜이로 크레스포 |  |  |
|                         |          |     |                                      |                                                            |  |  |

## 본선
32강전 추첨은 2015년 10월 16일, 축구 도시에서 진행되었다. 본선에는 1부 리그의 모든 구단들이 합류했다.
32강전 대진표는 다음과 같이 짜였다: 남은 2부 B 리그 7개 구단들은 유럽대항전에 참가하는 라 리가 구단들과 편성되었으며, 2부 리그의 나머지 5개 구단은 유럽대항전에 참가하지 않는 5개의 1부 리그 구단들과 짝지어졌다. 나머지 8개 1부 리그 구단들은 상호 맞대결을 펼쳤다. 다른 리그 단계에 소속된 구단들 간의 맞대결이 펼쳐지는 경우, 하부 리그에 속한 구단이 1차전 경기를 안방에서 치렀다. 이 규정은 16강전에도 적용되었지만, 8강전과 준결승전에서는 적용되지 않고 추첨함에서 나온 순서대로 안방 경기를 치렀다.
| 1포트 세군다 디비시온 B                                      | 2포트 유럽대항전                                                                                     | 3포트 세군다 디비시온                            | 4포트 나머지 라 리가 구단 |
| ------------------------------------------------------------ | --- | ------------------------------------------------ | --- |
| 바라칼도 카디스 우에스카 리넨세 레우스 비야노벤세 로그로녜스 | 바르셀로나 (전 시즌 우승) 레알 마드리드 아틀레티코 마드리드 발렌시아 세비야 아틀레틱 빌바오 비야레알 | 알메리아 레가네스 랴고스테라 미란데스 폰페라디나 | 베티스 셀타 비고 데포르티보 에이바르 에스파뇰 헤타페 그라나다 라스 팔마스 레반테 말라가 라요 바예카노 레알 소시에다드 스포르팅 히혼 |

### 32강 대진표
| 32강전              | 32강전 | 32강전 | 32강전 |  |                     | 16강전          | 16강전 | 16강전 | 16강전 |  |  | 8강전               | 8강전 | 8강전 | 8강전 |  |  | 준결승전   | 준결승전 | 준결승전 | 준결승전 |  |  | 결승전          | 결승전 |
|                     |        |        |        |  |                     |                 |        |        |        |  |  |                     |       |       |       |  |  |            |          |          |          |  |  |                 |        |
| 리넨세              | 0      | 0      | 0      |  |                     |                 |        |        |        |  |  |                     |       |       |       |  |  |            |          |          |          |  |  |                 |        |
| 아틀레틱 빌바오     | 2      | 6      | 8      |  |                     | 아틀레틱 빌바오 | 3      | 1      | 4      |  |  |                     |       |       |       |  |  |            |          |          |          |  |  |                 |        |
| 우에스카            | 3      | 0      | 3      |  | 비야레알            | 2               | 0      | 2      |        |  |  |                     |       |       |       |  |  |            |          |          |          |  |  |                 |        |
| 비야레알            | 2      | 2      | 4      |  |                     |                 |        |        |        |  |  | 아틀레틱 빌바오     | 3     | 1     | 4     |  |  |            |          |          |          |  |  |                 |        |
| 비야노벤세          | 0      | 1      | 1      |  |                     |                 |        |        |        |  |  | 바르셀로나          | 2     | 3     | 5     |  |  |            |          |          |          |  |  |                 |        |
| 바르셀로나          | 0      | 6      | 6      |  |                     | 바르셀로나      | 4      | 2      | 6      |  |  |                     |       |       |       |  |  |            |          |          |          |  |  |                 |        |
| 레반테              | 1      | 1      | 2      |  | 에스파뇰            | 1               | 0      | 1      |        |  |  |                     |       |       |       |  |  |            |          |          |          |  |  |                 |        |
| 에스파뇰            | 1      | 2      | 3      |  |                     |                 |        |        |        |  |  |                     |       |       |       |  |  | 바르셀로나 | 7        | 1        | 8        |  |  |                 |        |
| 바라칼도            | 1      | 0      | 1      |  |                     |                 |        |        |        |  |  |                     |       |       |       |  |  | 발렌시아   | 0        | 1        | 1        |  |  |                 |        |
| 발렌시아            | 1      | 2      | 3      |  |                     | 발렌시아        | 4      | 3      | 7      |  |  |                     |       |       |       |  |  |            |          |          |          |  |  |                 |        |
| 레가네스            | 2      | 0      | 2      |  | 그라나다            | 0               | 0      | 0      |        |  |  |                     |       |       |       |  |  |            |          |          |          |  |  |                 |        |
| 그라나다 (원)       | 1      | 1      | 2      |  |                     |                 |        |        |        |  |  | 발렌시아            | 1     | 1     | 2     |  |  |            |          |          |          |  |  |                 |        |
| 폰페라디나          | 3      | 0      | 3      |  |                     |                 |        |        |        |  |  | 라스 팔마스         | 1     | 0     | 1     |  |  |            |          |          |          |  |  |                 |        |
| 에이바르            | 0      | 4      | 4      |  |                     | 에이바르        | 2      | 2      | 4      |  |  |                     |       |       |       |  |  |            |          |          |          |  |  |                 |        |
| 라스 팔마스         | 2      | 1      | 3      |  | 라스 팔마스         | 3               | 3      | 6      |        |  |  |                     |       |       |       |  |  |            |          |          |          |  |  |                 |        |
| 레알 소시에다드     | 1      | 1      | 2      |  |                     |                 |        |        |        |  |  |                     |       |       |       |  |  |            |          |          |          |  |  | 바르셀로나 (연) | 2      |
| 베티스              | 2      | 3      | 5      |  |                     |                 |        |        |        |  |  |                     |       |       |       |  |  |            |          |          |          |  |  | 세비야          | 0      |
| 스포르팅 히혼       | 0      | 3      | 3      |  |                     | 베티스          | 0      | 0      | 0      |  |  |                     |       |       |       |  |  |            |          |          |          |  |  |                 |        |
| 로그로녜스          | 0      | 0      | 0      |  | 세비야              | 2               | 4      | 6      |        |  |  |                     |       |       |       |  |  |            |          |          |          |  |  |                 |        |
| 세비야              | 3      | 2      | 5      |  |                     |                 |        |        |        |  |  | 세비야              | 2     | 3     | 5     |  |  |            |          |          |          |  |  |                 |        |
| 미란데스            | 2      | 1      | 3      |  |                     |                 |        |        |        |  |  | 미란데스            | 0     | 0     | 0     |  |  |            |          |          |          |  |  |                 |        |
| 말라가              | 1      | 0      | 1      |  |                     | 미란데스        | 1      | 3      | 4      |  |  |                     |       |       |       |  |  |            |          |          |          |  |  |                 |        |
| 랴고스테라          | 1      | 1      | 2      |  | 데포르티보          | 1               | 0      | 1      |        |  |  |                     |       |       |       |  |  |            |          |          |          |  |  |                 |        |
| 데포르티보          | 2      | 1      | 3      |  |                     |                 |        |        |        |  |  |                     |       |       |       |  |  | 세비야     | 4        | 2        | 6        |  |  |                 |        |
| 카디스              | 1      | 몰     | —      |  |                     |                 |        |        |        |  |  |                     |       |       |       |  |  | 셀타 비고  | 0        | 2        | 2        |  |  |                 |        |
| 레알 마드리드       | 0      | –      | —      |  |                     | 카디스          | 0      | 0      | 0      |  |  |                     |       |       |       |  |  |            |          |          |          |  |  |                 |        |
| 알메리아            | 1      | 0      | 1      |  | 셀타 비고           | 3               | 2      | 5      |        |  |  |                     |       |       |       |  |  |            |          |          |          |  |  |                 |        |
| 셀타 비고           | 3      | 1      | 4      |  |                     |                 |        |        |        |  |  | 셀타 비고           | 0     | 3     | 3     |  |  |            |          |          |          |  |  |                 |        |
| 라요 바예카노 (원)  | 2      | 1      | 3      |  |                     |                 |        |        |        |  |  | 아틀레티코 마드리드 | 0     | 2     | 2     |  |  |            |          |          |          |  |  |                 |        |
| 헤타페              | 0      | 3      | 3      |  |                     | 라요 바예카노   | 1      | 0      | 1      |  |  |                     |       |       |       |  |  |            |          |          |          |  |  |                 |        |
| 레우스              | 1      | 0      | 1      |  | 아틀레티코 마드리드 | 1               | 3      | 4      |        |  |  |                     |       |       |       |  |  |            |          |          |          |  |  |                 |        |
| 아틀레티코 마드리드 | 2      | 1      | 3      |  |                     |                 |        |        |        |  |  |                     |       |       |       |  |  |            |          |          |          |  |  |                 |        |

## 32강전
| 팀 1          | 합계     | 팀 2                | 1차전 | 2차전 |
| ------------- | -------- | ------------------- | ----- | ----- |
| 비야노벤세    | 1–6      | 바르셀로나          | 0–0   | 1–6   |
| 레우스        | 1–3      | 아틀레티코 마드리드 | 1–2   | 0–1   |
| 레가네스      | 2–2 (원) | 그라나다            | 2–1   | 0–1   |
| 라요 바예카노 | (원) 3–3 | 헤타페              | 2–0   | 1–3   |
| 바라칼도      | 1–5      | 발렌시아            | 1–3   | 0–2   |
| 로그로녜스    | 0–5      | 세비야              | 0–3   | 0–2   |
| 알메리아      | 1–4      | 셀타 비고           | 1–3   | 0–1   |
| 랴고스테라    | 2–3      | 데포르티보          | 1–2   | 1–1   |
| 베티스        | 5–3      | 스포르팅 히혼       | 2–0   | 3–3   |
| 카디스        | –        | 레알 마드리드       | 1–3   | 몰수  |
| 리넨세        | 0–8      | 아틀레틱 빌바오     | 0–2   | 0–6   |
| 우에스카      | 3–4      | 비야레알            | 3–2   | 0–2   |
| 미란데스      | 3–1      | 말라가              | 2–1   | 1–0   |
| 레반테        | 2–3      | 에스파뇰            | 1–1   | 1–2   |
| 폰페라디나    | 3–4      | 에이바르            | 3–0   | 0–4   |
| 라스 팔마스   | 3–2      | 레알 소시에다드     | 2–1   | 1–1   |

### 1차전
| 2015년 10월 28일       | 비야노벤세 | 0–0    | 바르셀로나 | 비야누에바 데 라 세레나                                             |  |  |
| 20:30 (CET, UTC+01:00) |            | 리포트 |            | 경기장: 로메로 쿠에르다 관중 수: 10,600 심판: 프리에토 이글레시아스 |  |  |
|                        |            |        |            |                                                                     |  |  |

| 2015년 12월 1일        | 레우스       | 1–2    | 아틀레티코 마드리드   | 레우스                                                       |  |  |
| 20:00 (CET, UTC+01:00) | 카르비아 30′ | 리포트 | 비에토 36′ · 사울 63′ | 경기장: 시립 신구장 관중 수: 4,222 심판: 페르난데스 보르발란 |  |  |
|                        |              |        |                       |                                                              |  |  |

| 2015년 12월 1일        | 레가네스                  | 2–1    | 그라나다      | 레가네스                                            |  |  |
| 21:00 (CET, UTC+01:00) | 기예르모 10′ · 오마르 38′ | 리포트 | 프란 리코 74′ | 경기장: 부타르케 관중 수: 3,425 심판: 클로스 고메스 |  |  |
|                        |                           |        |               |                                                     |  |  |

| 2015년 12월 2일        | 라요 바예카노            | 2–0    | 헤타페 | 마드리드                                            |  |  |
| 21:00 (CET, UTC+01:00) | 방구라 6′ · 에베르트 28′ | 리포트 |        | 경기장: 바예카스 관중 수: 7,262 심판: 멜레로 로페스 |  |  |
|                        |                          |        |        |                                                     |  |  |

| 2015년 12월 2일        | 바라칼도   | 1–3    | 발렌시아                                      | 바라칼도                                              |  |  |
| 21:00 (CET, UTC+01:00) | 아로요 16′ | 리포트 | 칸셀루 19′ · 가야 65′ · 파레호 90+1′ (페널티) | 경기장: 라세사레 관중 수: 5,340 심판: 운디아노 마옝코 |  |  |
|                        |            |        |                                               |                                                       |  |  |

| 2015년 12월 2일        | 로그로녜스 | 0–3    | 세비야                                  | 로그로뇨                                                         |  |  |
| 21:00 (CET, UTC+01:00) |            | 리포트 | 코케 12′ · 크론-델리 37′ · 임모빌레 57′ | 경기장: 라스 가우나스 관중 수: 5,314 심판: 에르난데스 에르난데스 |  |  |
|                        |            |        |                                         |                                                                  |  |  |

| 2015년 12월 2일        | 알메리아 | 1–3    | 셀타 비고                        | 알메리아                                                  |  |  |
| 21:00 (CET, UTC+01:00) | 포소 44′ | 리포트 | 아스파스 16′, 35′ · 구이데티 74′ | 경기장: 지중해 게임 경기장 관중 수: 3,862 심판: 힐 만사노 |  |  |
|                        |          |        |                                  |                                                           |  |  |

| 2015년 12월 2일        | 랴고스테라 | 1–2    | 데포르티보                  | 팔라모스                                                                |  |  |
| 21:00 (CET, UTC+01:00) | 후안호 22′ | 리포트 | 카르타비아 61′ · 리에라 74′ | 경기장: 팔라모스 코스타 브라바 관중 수: 1,806 심판: 마르티네스 무누에라 |  |  |
|                        |            |        |                             |                                                                         |  |  |

| 2015년 12월 2일        | 베티스                      | 2–0    | 스포르팅 히혼 | 세비야                                                      |  |  |
| 21:00 (CET, UTC+01:00) | 바디요 47′ · 바르가스 90+3′ | 리포트 |               | 경기장: 베니토 비야마린 관중 수: 21,036 심판: 비칸디 가리도 |  |  |
|                        |                             |        |               |                                                             |  |  |

| 2015년 12월 2일        | 카디스            | 1–3    | 레알 마드리드                 | 카디스                                                              |  |  |
| 22:00 (CET, UTC+01:00) | 키케 마르케스 88′ | 리포트 | 체리셰프 3′ · 이스코 65′, 74′ | 경기장: 라몬 데 카란사 관중 수: 17,224 심판: 데 부르고스 벵고에체아 |  |  |
|                        |                   |        |                               |                                                                     |  |  |

| 2015년 12월 3일        | 리넨세 | 0–2    | 아틀레틱 빌바오         | 라 리네아 데 라 콘셉시온                                   |  |  |
| 20:00 (CET, UTC+01:00) |        | 리포트 | 솔라 13′ · 라포르트 19′ | 경기장: 시립 경기장 관중 수: 9,000 심판: 벨라스코 카르바요 |  |  |
|                        |        |        |                         |                                                            |  |  |

| 2015년 12월 3일        | 우에스카                                                | 3–2    | 비야레알                | 우에스카                                                |  |  |
| 21:00 (CET, UTC+01:00) | 루이스 페르난데스 3′ · 메리다 53′ (페널티) · 마치스 75′ | 리포트 | 나우엘 51′ · 바캄부 58′ | 경기장: 엘 알코라스 관중 수: 2,392 심판: 델 세로 그란데 |  |  |
|                        |                                                         |        |                         |                                                         |  |  |

| 2015년 12월 3일        | 미란데스                                | 2–1    | 말라가          | 미란다 데 에브로                                      |  |  |
| 21:00 (CET, UTC+01:00) | 알렉스 가르시아 34′ · 라고 주니오르 69′ | 리포트 | 산타 크루스 52′ | 경기장: 안두바 관중 수: 2,639 심판: 산체스 마르티네스 |  |  |
|                        |                                         |        |                 |                                                       |  |  |

| 2015년 12월 3일        | 레반테     | 1–1    | 에스파뇰 | 발렌시아                                                                  |  |  |
| 21:00 (CET, UTC+01:00) | 로헤르 83′ | 리포트 | 시야 68′ | 경기장: 발렌시아 시립 경기장 관중 수: 6,857 심판: 이글레시아스 비야누에바 |  |  |
|                        |            |        |          |                                                                           |  |  |

| 2015년 12월 3일        | 폰페라디나                                     | 3–0    | 에이바르 | 폰페라다                                             |  |  |
| 21:00 (CET, UTC+01:00) | 조르제비치 11′ · 제보르 26′ · 홈헤노우스키 53′ | 리포트 |          | 경기장: 엘 토랄린 관중 수: 3,889 심판: 하이메 라트레 |  |  |
|                        |                                                |        |          |                                                      |  |  |

| 2015년 12월 3일        | 라스 팔마스                 | 2–1    | 레알 소시에다드 | 라스 팔마스 데 그란 카나리아                                                |  |  |
| 21:00 (CET, UTC+01:00) | 아스드루발 30′ · 에르난 50′ | 리포트 | 브뤼마 11′      | 경기장: 에스타디오 그란 카나리아 관중 수: 9,963 심판: 알바레스 이스키에르도 |  |  |
|                        |                             |        |                 |                                                                             |  |  |

### 2차전
| 2015년 12월 2일        | 바르셀로나                                                | 6–1 (합계 6–1) | 비야노벤세   | 바르셀로나                                          |  |  |
| 20:00 (CET, UTC+01:00) | 다니 아우베스 4′ · 산드로 21′, 31′, 69′ · 무니르 51′, 76′ | 리포트         | 후안프란 29′ | 경기장: 캄 노우 관중 수: 67,703 심판: 페레스 몬테로 |  |  |
|                        |                                                           |                |              |                                                     |  |  |

| 2015년 12월 15일       | 데포르티보   | 1–1 (합계 3–2) | 랴고스테라          | 라 코루냐                                            |  |  |
| 20:00 (CET, UTC+01:00) | 도밍게스 69′ | 리포트         | 로페스 79′ (페널티) | 경기장: 리아소르 관중 수: 11,408 심판: 비칸디 가리도 |  |  |
|                        |              |                |                     |                                                      |  |  |

| 2015년 12월 15일       | 스포르팅 히혼                                 | 3–3 (합계 3–5) | 베티스                              | 히혼                                                      |  |  |
| 20:00 (CET, UTC+01:00) | 베르나르도 14′ · 할릴로비치 47′, 72′ (페널티) | 리포트         | 판 볼프스빙컬 18′, 83′ · 세후도 88′ | 경기장: 엘 몰리논 관중 수: 12,642 심판: 곤살레스 곤살레스 |  |  |
|                        |                                               |                |                                     |                                                           |  |  |

| 2015년 12월 15일       | 에스파뇰                  | 2–1 (합계 3–2) | 레반테    | 바르셀로나                                                 |  |  |
| 21:00 (CET, UTC+01:00) | 부르기 15′ · 카이세도 52′ | 리포트         | 베르사 8′ | 경기장: 파워8 스타디움 관중 수: 8,642 심판: 델 세로 그란데 |  |  |
|                        |                           |                |           |                                                            |  |  |

| 2015년 12월 15일       | 세비야                    | 2–0 (합계 5–0) | 로그로녜스 | 세비야                                                  |  |  |
| 21:00 (CET, UTC+01:00) | 임모빌레 15′ · 레예스 40′ | 리포트         |            | 경기장: 산체스 피스후안 관중 수: 14,666 심판: 힐 만사노 |  |  |
|                        |                           |                |            |                                                         |  |  |

| 2015년 12월 16일       | 에이바르                                                         | 4–0 (합계 4–3) | 폰페라디나 | 에이바르                                            |  |  |
| 20:00 (CET, UTC+01:00) | 보르하 45′ · 엔리크 62′ · 베르디 73′ · 아루아바레나 85′ (페널티) | 리포트         |            | 경기장: 이푸루아 관중 수: 3,079 심판: 클로스 고메스 |  |  |
|                        |                                                                  |                |            |                                                     |  |  |

| 2015년 12월 16일       | 헤타페                                       | 3–1 (합계 3–3) | 라요 바예카노 | 헤타페                                                                       |  |  |
| 20:00 (CET, UTC+01:00) | 페드로 레온 8′ · 베르히니 23′ · 바스케스 31′ | 리포트         | 방구라 52′    | 경기장: 콜리세움 알폰소 페레스 관중 수: 4,161 심판: 후안 마르티네스 무누에라 |  |  |
|                        |                                              |                |               |                                                                              |  |  |

| 2015년 12월 16일       | 아틀레틱 빌바오                                                                 | 6–0 (합계 8–0) | 리넨세 | 빌바오                                                        |  |  |
| 20:00 (CET, UTC+01:00) | 데 마르코스 9′ · 에라소 49′ · 에체이타 56′ · 솔라 62′ · 가르시아 67′ · 리코 89′ | 리포트         |        | 경기장: 산 마메스 관중 수: 19,871 심판: 에스트라다 페르난데스 |  |  |
|                        |                                                                                 |                |        |                                                               |  |  |

| 2015년 12월 16일       | 말라가 | 0–1 (합계 1–3) | 미란데스          | 말라가                                                            |  |  |
| 21:00 (CET, UTC+01:00) |        | 리포트         | 라고 주니오르 73′ | 경기장: 라 로살레다 관중 수: 13,574 심판: 이글레시아스 비야누에바 |  |  |
|                        |        |                |                   |                                                                   |  |  |

| 2015년 12월 16일       | 레알 소시에다드 | 1–1 (합계 2–3) | 라스 팔마스     | 산 세바스티안                                              |  |  |
| 21:00 (CET, UTC+01:00) | 카날레스 46′    | 리포트         | 윌리앙 주제 37′ | 경기장: 아노에타 관중 수: 14,478 심판: 페르난데스 보르발란 |  |  |
|                        |                 |                |                 |                                                            |  |  |

| 2015년 12월 16일       | 발렌시아               | 2–0 (합계 5–1) | 바라칼도 | 발렌시아                                             |  |  |
| 21:00 (CET, UTC+01:00) | 미나 8′ · 네그레도 31′ | 리포트         |          | 경기장: 메스타야 관중 수: 14,137 심판: 멜레로 로페스 |  |  |
|                        |                        |                |          |                                                      |  |  |

| 2015년 12월 17일       | 셀타 비고 | 1–0 (합계 4–1) | 알메리아 | 비고                                                  |  |  |
| 20:00 (CET, UTC+01:00) | 바스 41′  | 리포트         |          | 경기장: 발라이도스 관중 수: 8,447 심판: 하이메 라트레 |  |  |
|                        |           |                |          |                                                       |  |  |

| 2015년 12월 17일       | 아틀레티코 마드리드 | 1–0 (합계 3–1) | 레우스 | 마드리드                                                    |  |  |
| 20:00 (CET, UTC+01:00) | 파티 53′            | 리포트         |        | 경기장: 비센테 칼데론 관중 수: 23,114 심판: 운디아노 마옝코 |  |  |
|                        |                     |                |        |                                                             |  |  |

| 2015년 12월 17일       | 그라나다      | 1–0 (합계 2–2) | 레가네스 | 그라나다                                                    |  |  |
| 21:00 (CET, UTC+01:00) | 엘-아라비 68′ | 리포트         |          | 경기장: 로스 카르메네스 관중 수: 13,854 심판: 마테우 라오스 |  |  |
|                        |               |                |          |                                                             |  |  |

| 2015년 12월 17일       | 비야레알                    | 2–0 (합계 4–3) | 우에스카 | 비야레알                                                                  |  |  |
| 21:00 (CET, UTC+01:00) | 트리게로스 28′ · 솔다도 78′ | 리포트         |          | 경기장: 엘 마드리갈 관중 수: 11,347 심판: 리카르도 데 부르고스 벵고에체아 |  |  |
|                        |                             |                |          |                                                                           |  |  |

| 진행되지 않음 | 레알 마드리드 | 몰수 경기 | 카디스 | 마드리드                    |  |  |
|               |               |           |        | 경기장: 산티아고 베르나베우 |  |  |
|               |               |           |        |                             |  |  |

- 레알 마드리드는 1차전에 무자격 선수를 출전시켜 실격되었다.[6]

## 16강전
| 팀 1            | 합계 | 팀 2                | 1차전 | 2차전 |
| --------------- | ---- | ------------------- | ----- | ----- |
| 아틀레틱 빌바오 | 4–2  | 비야레알            | 3–2   | 1–0   |
| 미란데스        | 4–1  | 데포르티보          | 1–1   | 3–0   |
| 발렌시아        | 7–0  | 그라나다            | 4–0   | 3–0   |
| 베티스          | 0–6  | 세비야              | 0–2   | 0–4   |
| 바르셀로나      | 6–1  | 에스파뇰            | 4–1   | 2–0   |
| 라요 바예카노   | 1–4  | 아틀레티코 마드리드 | 1–1   | 0–3   |
| 에이바르        | 4–6  | 라스 팔마스         | 2–3   | 2–3   |
| 카디스          | 0–5  | 셀타 비고           | 0–3   | 0–2   |

### 1차전
| 2016년 1월 6일         | 아틀레틱 빌바오                            | 3–2    | 비야레알                  | 빌바오                                                |  |  |
| 12:00 (CET, UTC+01:00) | 윌리암스 54′ · 아두리스 68′ · 라포르트 81′ | 리포트 | 바프티스탕 16′ · 사무 38′ | 경기장: 산 마메스 관중 수: 36,599 심판: 클로스 고메스 |  |  |
|                        |                                            |        |                           |                                                       |  |  |

| 2016년 1월 6일         | 미란데스     | 1–1    | 데포르티보 | 미란다 데 에브로                                          |  |  |
| 16:00 (CET, UTC+01:00) | 오르티스 25′ | 리포트 | 로포 75′   | 경기장: 안두바 관중 수: 1,963 심판: 프리에토 이글레시아스 |  |  |
|                        |              |        |            |                                                           |  |  |

| 2016년 1월 6일         | 발렌시아                                               | 4–0    | 그라나다 | 발렌시아                                         |  |  |
| 16:00 (CET, UTC+01:00) | 네그레도 8′, 63′ (페널티), 83′ (페널티) · 로드리고 35′ | 리포트 |          | 경기장: 메스타야 관중 수: 19,527 심판: 힐 만사노 |  |  |
|                        |                                                        |        |          |                                                  |  |  |

| 2016년 1월 6일         | 베티스 | 0–2    | 세비야                           | 세비야                                                       |  |  |
| 18:15 (CET, UTC+01:00) |        | 리포트 | 크론-델리 13′ · 크리호비아크 49′ | 경기장: 베니토 비야마린 관중 수: 36,832 심판: 델 세로 그란데 |  |  |
|                        |        |        |                                  |                                                              |  |  |

| 2016년 1월 6일         | 바르셀로나                              | 4–1    | 에스파뇰    | 바르셀로나                                                     |  |  |
| 20:30 (CET, UTC+01:00) | 메시 13′, 44′ · 피케 49′ · 네이마르 88′ | 리포트 | 카이세도 9′ | 경기장: 캄 노우 관중 수: 76,667 심판: 후안 마르티네스 무누에라 |  |  |
|                        |                                         |        |             |                                                                |  |  |

| 2016년 1월 6일         | 라요 바예카노 | 1–1    | 아틀레티코 마드리드 | 마드리드                                            |  |  |
| 22:05 (CET, UTC+01:00) | 나초 35′      | 리포트 | 사울 67′            | 경기장: 바예카스 관중 수: 5,223 심판: 하이메 라트레 |  |  |
|                        |               |        |                     |                                                     |  |  |

| 2016년 1월 7일         | 에이바르                    | 2–3    | 라스 팔마스                            | 에이바르                                                    |  |  |
| 20:30 (CET, UTC+01:00) | 하이로비치 10′ · 베르혼 20′ | 리포트 | 아이타미 16′ · 무바라크 60′ · 모모 90′ | 경기장: 이푸루아 관중 수: 4,536 심판: 알바레스 이스키에르도 |  |  |
|                        |                             |        |                                        |                                                             |  |  |

| 2016년 1월 7일         | 카디스 | 0–3    | 셀타 비고                    | 카디스                                                      |  |  |
| 20:30 (CET, UTC+01:00) |        | 리포트 | 구이데티 25′, 79′ · 호니 58′ | 경기장: 라몬 데 카란사 관중 수: 9,204 심판: 운디아노 마옝코 |  |  |
|                        |        |        |                              |                                                             |  |  |

### 2차전
| 2016년 1월 12일        | 세비야                                           | 4–0 (합계 6–0) | 베티스 | 세비야                                                      |  |  |
| 20:30 (CET, UTC+01:00) | 레예스 4′ · 라미 35′ · 가메이로 73′ · 카퀴타 89′ | 리포트         |        | 경기장: 산체스 피스후안 관중 수: 36,812 심판: 마테우 라오스 |  |  |
|                        |                                                  |                |        |                                                             |  |  |

| 2016년 1월 12일        | 데포르티보 | 0–3 (합계 1–4) | 미란데스                         | 라 코루냐                                                    |  |  |
| 20:30 (CET, UTC+01:00) |            | 리포트         | 프로벤시오 41′, 71′ · 프라츠 55′ | 경기장: 리아소르 관중 수: 11,387 심판: 에르난데스 에르난데스 |  |  |
|                        |            |                |                                  |                                                              |  |  |

| 2016년 1월 13일        | 셀타 비고                            | 2–0 (합계 5–0) | 카디스 | 비고                                                      |  |  |
| 20:30 (CET, UTC+01:00) | 구이데티 35′ (페널티) · 드라지치 78′ | 리포트         |        | 경기장: 발라이도스 관중 수: 5,695 심판: 산체스 마르티네스 |  |  |
|                        |                                      |                |        |                                                           |  |  |

| 2016년 1월 13일        | 비야레알 | 0–1 (합계 2–4) | 아틀레틱 빌바오 | 비야레알                                                    |  |  |
| 20:30 (CET, UTC+01:00) |          | 리포트         | 윌리암스 21′    | 경기장: 엘 마드리갈 관중 수: 14,540 심판: 벨라스코 카르바요 |  |  |
|                        |          |                |                 |                                                             |  |  |

| 2016년 1월 13일        | 에스파뇰 | 0–2 (합계 1–6) | 바르셀로나      | 바르셀로나                                                      |  |  |
| 21:00 (CET, UTC+01:00) |          | 리포트         | 무니르 32′, 88′ | 경기장: RCDE 스타디움 관중 수: 20,843 심판: 페르난데스 보르발란 |  |  |
|                        |          |                |                 |                                                                 |  |  |

| 2016년 1월 13일        | 라스 팔마스                                 | 3–2 (합계 6–4) | 에이바르                | 라스 팔마스 데 그란 카나리아                              |  |  |
| 21:00 (CET, UTC+01:00) | 훙카 43′ (자책골) · 모모 59′ · 가르시아 83′ | 리포트         | 에키사 52′ · 엔리크 53′ | 경기장: 그란 카나리아 관중 수: 13,588 심판: 페레스 몬테로 |  |  |
|                        |                                             |                |                         |                                                           |  |  |

| 2016년 1월 14일        | 그라나다 | 0–3 (합계 0–7) | 발렌시아                                        | 그라나다                                                           |  |  |
| 20:00 (CET, UTC+01:00) |          | 리포트         | 자이보 42′ · 알카세르 63′ · 피아티 84′ (페널티) | 경기장: 로스 카르메네스 관중 수: 9,416 심판: 에스트라다 페르난데스 |  |  |
|                        |          |                |                                                 |                                                                    |  |  |

| 2016년 1월 14일        | 아틀레티코 마드리드            | 3–0 (합계 4–1) | 라요 바예카노 | 마드리드                                                      |  |  |
| 20:30 (CET, UTC+01:00) | 코레아 40′ · 그리즈만 80′, 90′ | 리포트         |               | 경기장: 비센테 칼데론 관중 수: 23,522 심판: 곤살레스 곤살레스 |  |  |
|                        |                                |                |               |                                                               |  |  |

## 8강전
| 팀 1            | 합계 | 팀 2                | 1차전 | 2차전 |
| --------------- | ---- | ------------------- | ----- | ----- |
| 셀타 비고       | 3–2  | 아틀레티코 마드리드 | 0–0   | 3–2   |
| 아틀레틱 빌바오 | 2–5  | 바르셀로나          | 1–2   | 1–3   |
| 발렌시아        | 2–1  | 라스 팔마스         | 1–1   | 1–0   |
| 세비야          | 5–0  | 미란데스            | 2–0   | 3–0   |

### 1차전
| 2016년 1월 20일        | 셀타 비고 | 0–0    | 아틀레티코 마드리드 | 비고                                                           |  |  |
| 20:30 (CET, UTC+01:00) |           | 리포트 |                     | 경기장: 발라이도스 관중 수: 17,428 심판: 에스트라다 페르난데스 |  |  |
|                        |           |        |                     |                                                                |  |  |

| 2016년 1월 20일        | 아틀레틱 빌바오 | 1–2    | 바르셀로나                | 빌바오                                                    |  |  |
| 21:00 (CET, UTC+01:00) | 아두리스 89′    | 리포트 | 무니르 18′ · 네이마르 24′ | 경기장: 산 마메스 관중 수: 46,224 심판: 곤살레스 곤살레스 |  |  |
|                        |                 |        |                           |                                                           |  |  |

| 2016년 1월 21일        | 발렌시아     | 1–1    | 라스 팔마스         | 발렌시아                                              |  |  |
| 20:00 (CET, UTC+01:00) | 알카세르 61′ | 리포트 | 자이보 38′ (자책골) | 경기장: 메스타야 관중 수: 15,400 심판: 델 세로 그란데 |  |  |
|                        |              |        |                     |                                                       |  |  |

| 2016년 1월 21일        | 세비야                    | 2–0    | 미란데스 | 세비야                                                                        |  |  |
| 21:00 (CET, UTC+01:00) | 은존지 20′ · 비톨로 90+4′ | 리포트 |          | 경기장: 산체스 피스후안 관중 수: 25,341 심판: 리카르도 데 부르고스 벵고에체아 |  |  |
|                        |                           |        |          |                                                                               |  |  |

### 2차전
| 2016년 1월 27일        | 아틀레티코 마드리드       | 2–3 (합계 2–3) | 셀타 비고                          | 마드리드                                                  |  |  |
| 20:30 (CET, UTC+01:00) | 그리즈만 29′ · 코레아 81′ | 리포트         | 에르난데스 22′, 64′ · 구이데티 56′ | 경기장: 비센테 칼데론 관중 수: 36,852 심판: 마테우 라오스 |  |  |
|                        |                           |                |                                    |                                                           |  |  |

| 2016년 1월 27일        | 바르셀로나                               | 3–1 (합계 5–2) | 아틀레틱 빌바오 | 바르셀로나                                                  |  |  |
| 21:30 (CET, UTC+01:00) | 수아레스 53′ · 피케 81′ · 네이마르 90+1′ | 리포트         | 윌리암스 12′    | 경기장: 캄 노우 관중 수: 63,405 심판: 에르난데스 에르난데스 |  |  |
|                        |                                          |                |                 |                                                             |  |  |

| 2016년 1월 28일        | 미란데스 | 0–3 (합계 0–5) | 세비야                                       | 미란다 데 에브로                                  |  |  |
| 20:00 (CET, UTC+01:00) |          | 리포트         | 이보라 9′ (페널티) · 무뇨스 70′ · 코케 90+2′ | 경기장: 안두바 관중 수: 4,426 심판: 비칸디 가리도 |  |  |
|                        |          |                |                                              |                                                   |  |  |

| 2016년 1월 28일        | 라스 팔마스 | 0–1 (합계 1–2) | 발렌시아     | 라스 팔마스 데 그란 카나리아                                    |  |  |
| 21:00 (CET, UTC+01:00) |             | 리포트         | 로드리고 20′ | 경기장: 그란 카나리아 관중 수: 18,206 심판: 페르난데스 보르발란 |  |  |
|                        |             |                |              |                                                                 |  |  |

## 준결승전
| 팀 1       | 합계 | 팀 2      | 1차전 | 2차전 |
| ---------- | ---- | --------- | ----- | ----- |
| 바르셀로나 | 8–1  | 발렌시아  | 7–0   | 1–1   |
| 세비야     | 6–2  | 셀타 비고 | 4–0   | 2–2   |

### 1차전
| 2016년 2월 3일         | 바르셀로나                                      | 7–0    | 발렌시아 | 바르셀로나                                                    |  |  |
| 21:00 (CET, UTC+01:00) | 수아레스 7′, 12′, 83′, 88′ · 메시 29′, 59′, 74′ | 리포트 |          | 경기장: 캄 노우 관중 수: 60,635 심판: 이글레시아스 비야누에바 |  |  |
|                        |                                                 |        |          |                                                               |  |  |

| 2016년 2월 4일         | 세비야                                       | 4–0    | 셀타 비고 | 세비야                                                      |  |  |
| 20:30 (CET, UTC+01:00) | 라미 45′ · 가메이로 60′, 62′ · 크론-델리 87′ | 리포트 |           | 경기장: 산체스 피스후안 관중 수: 36,659 심판: 클로스 고메스 |  |  |
|                        |                                              |        |           |                                                             |  |  |

### 2차전
| 2016년 2월 10일        | 발렌시아     | 1–1 (합계 1–8) | 바르셀로나 | 발렌시아                                                 |  |  |
| 20:00 (CET, UTC+01:00) | 네그레도 39′ | 리포트         | 카프툼 84′ | 경기장: 메스타야 관중 수: 16,296 심판: 벨라스코 카르바요 |  |  |
|                        |              |                |            |                                                          |  |  |

| 2016년 2월 11일        | 셀타 비고         | 2–2 (합계 2–6) | 세비야                      | 비고                                                              |  |  |
| 21:00 (CET, UTC+01:00) | 아스파스 36′, 55′ | 리포트         | 바네가 57′ · 코노플랸카 87′ | 경기장: 발라이도스 관중 수: 15,201 심판: 후안 마르티네스 무누에라 |  |  |
|                        |                   |                |                             |                                                                   |  |  |

## 결승전
| 바르셀로나                 | 2–0 (연) | 세비야 |
| -------------------------- | -------- | ------ |
| 알바 97′ · 네이마르 120+2′ | 리포트   |        |

## 우승
| 코파 델 레이 2015–16 우승 |
| ------------------------- |
| 바르셀로나 28번째 우승    |

## 득점 집계
| 순위 | 선수             | 득점 | 구단                |
| ---- | ---------------- | ---- | ------------------- |
| 1    | 알바로 네그레도  | 5    | 발렌시아            |
| 1    | 욘 구이데티      | 5    | 셀타 비고           |
| 1    | 리오넬 메시      | 5    | 바르셀로나          |
| 1    | 무니르           | 5    | 바르셀로나          |
| 1    | 루이스 수아레스  | 5    | 바르셀로나          |
| 6    | 아브돈 프라츠    | 4    | 미란데스            |
| 6    | 알라인 아로요    | 4    | 바라칼도            |
| 6    | 이아고 아스파스  | 4    | 셀타 비고           |
| 6    | 네이마르         | 4    | 바르셀로나          |
| 9    | 호세 쿠티야스    | 3    | 비야노벤세          |
| 9    | 케뱅 가메이로    | 3    | 세비야              |
| 9    | 앙투안 그리즈만  | 3    | 아틀레티코 마드리드 |
| 9    | 미카엘 크론-델리 | 3    | 세비야              |
| 9    | 산드로 라미레스  | 3    | 바르셀로나          |
| 9    | 이냐키 윌리암스  | 3    | 아틀레틱 빌바오     |